# Čikola
A Čikola (korábban Poljščica) egy folyó Horvátországban, a Krka bal oldali mellékvize.

## Leírása
A Čikola a Dalmát Zagora központi részén, a Svilaja lejtői alatt, a Petrovo-mezőn fekvő Mirlović Polje falu közelében ered. Felső folyásán széles völgyben kanyarog, majd átfolyik Drniš városán, lejjebb pedig a Drniši-szurdokba ér, majd a Skradini-zuhatag közelében ömlik a Krkába. Hosszúsága 47,8 km. 
Télen a magasabb, nyáron az alacsonyabb vízállás a jellemző. A folyómeder gyakran száraz, mert a forrásnál nagyobb mennyiségű vizet használnak Drniš város vízellátásához.
Geomorfológiai és hidrológiai rezervátumként a folyó és környéke 925 hektáros területen Drniš és a Krka Nemzeti Park között 1967 óta védett.

## Éghajlat
A Čikola folyó forrása körüli szűkebb területet éghajlati szempontból erősen befolyásolja a kontinentális éghajlat. A Čikola torkolatának legalacsonyabb átlagos léghőmérséklete 7,7 °C körüli, míg a legmagasabb nyári átlaghőmérséklet 23,7 °C körül van. A forrás körül a legalacsonyabb átlagos léghőmérséklet 5,6 °C, míg a legmagasabb nyári átlaghőmérséklet 22,1 °C körül van.

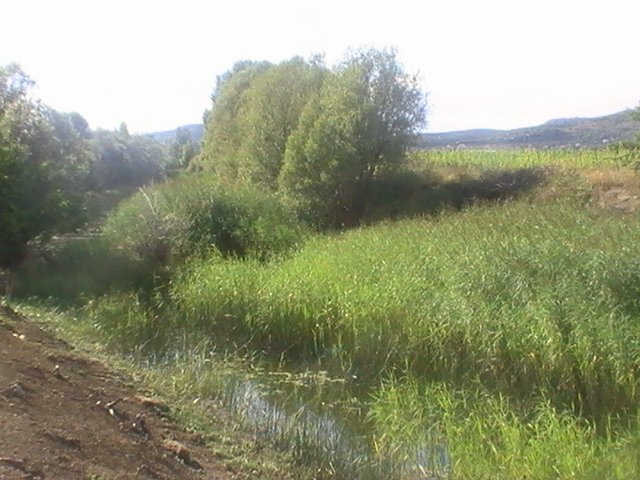
A Čikola a Drniš melletti Kričkénél

## Állatvilág
A Čikolában nagyon sok a szúnyogirtó fogasponty (Gambusia affinis), egy betelepített idegen, invazív faj, amely elnyomja az őshonos fajokat.
Čikolában két, kizárólag horvátországi endemikus faj, hegyesfejű domolykó (Telestes tursky) és a pontyfélék családjába tartozó Phoxinellus dalmaticus él. Az említett halfajok csak a Krka és Čikola folyókat lakják. A száraz évszakban a hegyesfejű domolykó visszavonul a talajvízbe, különösen a Čikola-forrásba.

## Fordítás
Ez a szócikk részben vagy egészben  a(z)   Čikola című horvát Wikipédia-szócikk ezen változatának fordításán alapul.  Az eredeti cikk szerkesztőit annak laptörténete sorolja fel. Ez a jelzés csupán a megfogalmazás eredetét és a szerzői jogokat jelzi, nem szolgál a cikkben szereplő információk forrásmegjelöléseként.